# Schizonycha buettikeri
Schizonycha buettikeri är en skalbaggsart som beskrevs av Guido Sabatinelli och Pontuale 1998. Schizonycha buettikeri ingår i släktet Schizonycha och familjen Melolonthidae. Inga underarter finns listade i Catalogue of Life.